# Alexandre Ernesto de Oliveira
Alexandre Ernesto de Oliveira (São Francisco do Sul, c. 1833 — Joinville, 1908) foi um político brasileiro.
Foi deputado à Assembleia Legislativa Provincial de Santa Catarina na 15ª legislatura (1864 — 1865), na 25ª legislatura (1884 — 1885), na 26ª legislatura (1886 — 1887).
Foi promotor público em Tubarão, em 1876.